# Насібов Парвіз Паша-огли
Парві́з Паша-огли Насі́бов (18 серпня 1998, Муганли) — український борець греко-римського стилю, срібний призер Олімпійських ігор 2020 та Олімпійських ігор 2024 років, представляє місто Запоріжжя, вагова категорія до 67 кг.

## Біографія
Народився 18 серпня 1998 року в селі Муганли Агстафинського району Азербайджану. До 6 років жив у рідному селі, де й почав займатися спортом, приєднавшись до секції вільної боротьби.
У 2005 році разом з родиною емігрував до Миколаєва. У Миколаєві Парвіз продовжив займатися боротьбою, обравши греко-римський стиль.
Вихованець Донецької обласної школи-інтернату спортивного профілю. Випускник Комунального закладу КЗ «ЗСЗШІСП» ЗОР (Запорізький обласний спортивний ліцей Запорізької обласної ради).
З 1 липня 2015 року включений до основного складу Запорізької обласної школи вищої спортивної майстерності, де тренується під керівництвом Заслуженого тренера СРСР та України, заслуженого працівника фізичної культури та спорту України Євгена Черткова.
На чемпіонаті світу з греко-римської боротьби 2017 у Абадані (Іран) став єдиним українським спортсменом, не програвшим жодного поєдинку, не дивлячись на те, що збірна України посіла 6 місце.
4 серпня 2021 року виборов срібну медаль на Олімпіаді-2020, завоювавши друге олімпійське срібло для України на тих змаганнях
8 серпня 2024 року виборов срібну медаль на Олімпіаді-2024.

## Спортивні досягнення
- у травні 2014 року став бронзовим призером чемпіонату Європи серед кадетів у ваговій категорії до 60 кг,
- в липні 2014 року здобув срібну нагороду світової першості серед кадетів у категорії до 58 кг,
- у березні 2015 року став чемпіоном України серед юніорів,
- у червні 2015 року став срібним призером чемпіонату Європи серед юніорів у ваговій категорії до 60 кг,
- у серпні 2015 року посів друге місце на чемпіонаті Європи серед кадетіву ваговій категорії до 63 кг,
- у серпні 2015 року в Сараєво на чемпіонаті світу з греко-римської боротьби здобув бронзову нагороду у ваговій категорії до 63 кг серед кадетів.
- брав участь у Чемпіонаті світу з греко-римської боротьби у 2017 році.
- у січні 2021 року на Гран-прі Загреба здобув золоту медаль у ваговій категорії до 72 кг.

### Виступи на Олімпіадах
| Змагання                    | Збірна  | Вагова категорія                 | Місце  |
| --------------------------- | ------- | -------------------------------- | ------ |
| Літні Олімпійські ігри 2020 | Україна | греко-римська боротьба, до 67 кг | Срібло |
| Літні Олімпійські ігри 2024 | Україна | греко-римська боротьба, до 67 кг | Срібло |

### Виступи на чемпіонатах світу
| Змагання                        | Збірна  | Вагова категорія                 | Місце |
| ------------------------------- | ------- | -------------------------------- | ----- |
| Чемпіонат світу з боротьби 2017 | Україна | греко-римська боротьба, до 71 кг | 29    |
| Чемпіонат світу з боротьби 2018 | Україна | греко-римська боротьба, до 72 кг | 20    |
| Чемпіонат світу з боротьби 2022 | Україна | греко-римська боротьба, до 67 кг | 10    |
| Чемпіонат світу з боротьби 2023 | Україна | греко-римська боротьба, до 67 кг | 31    |

### Виступи на чемпіонатах Європи
| Змагання                         | Збірна  | Вагова категорія                 | Місце  |
| -------------------------------- | ------- | -------------------------------- | ------ |
| Чемпіонат Європи з боротьби 2017 | Україна | греко-римська боротьба, до 66 кг | 18     |
| Чемпіонат Європи з боротьби 2019 | Україна | греко-римська боротьба, до 67 кг | 8      |
| Чемпіонат Європи з боротьби 2022 | Україна | греко-римська боротьба, до 72 кг | 11     |
| Чемпіонат Європи з боротьби 2023 | Україна | греко-римська боротьба, до 67 кг | Бронза |
| Чемпіонат Європи з боротьби 2024 | Україна | греко-римська боротьба, до 72 кг | Бронза |

### Виступи на інших змаганнях
| Змагання                                                     | Збірна  | Вагова категорія                 | Місце  |
| ------------------------------------------------------------ | ------- | -------------------------------- | ------ |
| Київський Міжнародний турнір з боротьби 2017                 | Україна | греко-римська боротьба, до 66 кг | 5      |
| Кубок світу з боротьби 2017                                  | Україна | греко-римська боротьба, до 66 кг | 6      |
| Тор Мастерс 2019                                             | Україна | греко-римська боротьба, до 72 кг | Золото |
| Київський Міжнародний турнір з боротьби 2019                 | Україна | греко-римська боротьба, до 72 кг | 7      |
| Гран-прі Іспанії 2019                                        | Україна | греко-римська боротьба, до 67 кг | Бронза |
| Кубок Владислава Пітласинські 2019                           | Україна | греко-римська боротьба, до 72 кг | 7      |
| Турнір Маттео Пелліконе 2020                                 | Україна | греко-римська боротьба, до 72 кг | 5      |
| Гран-прі Загреба 2021                                        | Україна | греко-римська боротьба, до 72 кг | Золото |
| Київський Міжнародний турнір з боротьби 2021                 | Україна | греко-римська боротьба, до 72 кг | 5      |
| Світовий олімпійський кваліфікаційний турнір з боротьби 2021 | Україна | греко-римська боротьба, до 67 кг | Срібло |
| Гран-прі Загреба 2022                                        | Україна | греко-римська боротьба, до 72 кг | Золото |
| Гран-прі Німеччини з боротьби 2022                           | Україна | греко-римська боротьба, до 72 кг | 8      |
| Гран-прі Франції Анрі Деглана 2023                           | Україна | греко-римська боротьба, до 67 кг | Бронза |
| Гран-прі Німеччини з боротьби 2023                           | Україна | греко-римська боротьба, до 72 кг | Золото |

### Виступи на змаганнях молодших вікових груп
| Змагання                                       | Збірна  | Вагова категорія                 | Місце  |
| ---------------------------------------------- | ------- | -------------------------------- | ------ |
| Чемпіонат Європи з боротьби серед кадетів 2014 | Україна | греко-римська боротьба, до 58 кг | Бронза |
| Чемпіонат світу з боротьби серед кадетів 2014  | Україна | греко-римська боротьба, до 58 кг | Срібло |
| Чемпіонат Європи з боротьби серед юніорів 2015 | Україна | греко-римська боротьба, до 60 кг | Срібло |
| Чемпіонат Європи з боротьби серед кадетів 2016 | Україна | греко-римська боротьба, до 63 кг | Срібло |
| Чемпіонат світу з боротьби серед кадетів 2016  | Україна | греко-римська боротьба, до 63 кг | Бронза |
| Чемпіонат Європи з боротьби серед молоді 2016  | Україна | греко-римська боротьба, до 66 кг | 7      |
| Чемпіонат Європи з боротьби серед юніорів 2016 | Україна | греко-римська боротьба, до 66 кг | Срібло |
| Чемпіонат світу з боротьби серед юніорів 2016  | Україна | греко-римська боротьба, до 66 кг | 23     |
| Чемпіонат Європи з боротьби серед юніорів 2017 | Україна | греко-римська боротьба, до 66 кг | Золото |
| Чемпіонат Європи з боротьби серед юніорів 2018 | Україна | греко-римська боротьба, до 72 кг | 10     |
| Чемпіонат світу з боротьби серед юніорів 2018  | Україна | греко-римська боротьба, до 67 кг | Бронза |

## Державні нагороди
- Орден «За заслуги» II ст. (23 серпня 2024) — За досягнення високих спортивних результатів на XXXIII літніх Олімпійських іграх у місті Парижі (Французька Республіка), виявлені самовідданість та волю до перемоги, утвердження міжнародного авторитету України[8].
- Орден «За заслуги» III ст. (16 серпня 2021) —За досягнення високих спортивних результатів на XXXII літніх Олімпійських іграх в місті Токіо (Японія), виявлені самовідданість та волю до перемоги, утвердження міжнародного авторитету України.[9]